# Claud Hamilton, 1:e lord Paisley
Claud Hamilton, 1:e lord Paisley, född (döpt den 9 juni) 1546, död före den 3 maj 1621, var en skotsk ädling, son till James Hamilton, 2:e earl av Arran, bror till James Hamilton, 3:e earl av Arran och John Hamilton, 1:e markis av Hamilton. 
Paisley var ledaren för de sammansvurna, som 1568 befriade Maria Stuart från fängelset på Lochleven, och anförde förtruppen i striden vid Langside samma år. Sedermera deltog han i komplotterna mot Moray 1570 och mot Lennox 1571, men återfick sina gods och tillförsäkrades - jämte andra medlemmar av släkten - strafflöshet genom den så kallade pacifikationen i Perth (februari 1573). 
Anklagelsen för delaktighet i regentmorden återupplivades mot honom 1579 och nödgade honom att fly ur riket, 1586 återkallades han av Jakob VI och blev sedan jämte Huntly ledare för det romersk-katolska partiet i Skottland. Han intrigerade ständigt med Filip II och hyste förhoppningar om att med undanträngande av sin äldre bror John bli erkänd som tronarvinge. År 1587 upphöjdes han till baron Paisley. Hans äldste son James (1575–1618) blev 1606 earl av Abercorn. Den yngste sonen Frederick (1590–1647) rekryterade och ledde ett regemente som stred för Sverige under trettioåriga kriget.